# Kazaiah Sterling
Kazaiah Sterling, né le 9 novembre 1998 à Londres, est un footballeur anglais qui évolue au poste d'attaquant.

## Biographie

### En club
Formé au Tottenham Hotspur, Kazaiah Sterling dispute sa première rencontre en équipe première en entrant en fin de match face à l'APOEL Nicosie en Ligue des champions le 6 décembre 2017.
Le 31 janvier 2019, Sterling est prêté à Sunderland jusqu'à la fin de la saison. Il inscrit un but en huit matchs avant de retourner à Tottenham.
Le 16 août 2019, il est prêté pour une saison aux Doncaster Rovers. Il ne participe qu'à quatre matchs avec les Rovers avant d'être rappelé de son prêt par Tottenham le 2 janvier 2020.
Le 9 octobre 2020, il est prêté à Southend United.
Arrivé en début de saison, Sterling remporte le titre de USL League One en 2022 avec le Tormenta de South Georgia, étant d'ailleurs nommé homme du match lors de la finale où il inscrit un pénalty.

### En équipe nationale
Sterling participe à la Coupe du monde des moins de 17 ans en 2015 avec l'équipe d'Angleterre de cette catégorie.

## Statistiques
| Saison                | Club                      | Championnat             | Championnat | Championnat | Coupe(s) nationale(s) | Coupe(s) nationale(s) | Compétition(s) continentale(s) | Compétition(s) continentale(s) | Compétition(s) continentale(s) | Total | Total |
| Saison                | Club                      | Division                | M.          | B.          | M.                    | B.                    | Comp.                          | M.                             | B.                             | M.    | B.    |
| 2017-2018             | Tottenham Hotspur         | Premier League          | -           | -           | -                     | -                     | C1                             | 1                              | 0                              | 1     | 0     |
| 2018-2019             | Tottenham Hotspur         | Premier League          | -           | -           | 1                     | 0                     | -                              | -                              | -                              | 1     | 0     |
| Sous-total            | Sous-total                | Sous-total              | -           | -           | 1                     | 0                     | -                              | 1                              | 0                              | 2     | 0     |
| 2018-2019             | Sunderland (prêt)         | League One              | 8           | 1           | -                     | -                     | -                              | -                              | -                              | 8     | 1     |
| 2019-2020             | Doncaster Rovers (prêt)   | League One              | 3           | 0           | 1                     | 1                     | -                              | -                              | -                              | 4     | 1     |
| 2019-2020             | Leyton Orient (prêt)      | League Two              | -           | -           | -                     | -                     | -                              | -                              | -                              | 0     | 0     |
| 2020-2021             | Southend United (prêt)    | League Two              | 10          | 0           | 2                     | 1                     | -                              | -                              | -                              | 12    | 1     |
| 2020-2021             | Greenock Morton (prêt)    | Premiership             | 7           | 0           | 2                     | 0                     | -                              | -                              | -                              | 9     | 0     |
| Sous-total            | Sous-total                | Sous-total              | 28          | 1           | 5                     | 2                     | -                              | -                              | -                              | 33    | 3     |
| 2021-2022             | Potters Bar Town          | Isthmian League Premier | 6           | 3           | 2                     | 2                     | -                              | -                              | -                              | 8     | 5     |
| Sous-total            | Sous-total                | Sous-total              | 6           | 3           | 2                     | 2                     | -                              | -                              | -                              | 8     | 5     |
| 2022                  | Tormenta FC               | USL1                    | 26          | 17          | 3                     | 1                     | -                              | -                              | -                              | 29    | 18    |
| 2023                  | Tormenta FC               | USL1                    | 22          | 13          | -                     | -                     | -                              | -                              | -                              | 22    | 13    |
| Sous-total            | Sous-total                | Sous-total              | 48          | 30          | 3                     | 1                     | -                              | -                              | -                              | 51    | 31    |
| 2024                  | Riverhounds de Pittsburgh | USLC                    | 19          | 3           | -                     | -                     | -                              | -                              | -                              | 19    | 3     |
| Sous-total            | Sous-total                | Sous-total              | 19          | 3           | -                     | -                     | -                              | -                              | -                              | 19    | 3     |
| Total sur la carrière | Total sur la carrière     | Total sur la carrière   | 101         | 37          | 11                    | 5                     | -                              | 1                              | 0                              | 113   | 42    |

## Palmarès

### En club
- Tormenta FC
  - Vainqueur de l'USL League One en 2022.